# يو إف سي ليلة القتال: بيلفور ضد هندرسون 2
يو إف سي ليلة القتال: بيلفور ضد هندرسون 2 (بالإنجليزية: UFC Fight Night: Belfort vs. Henderson 2)‏ (المعروف أيضًا باسم يو إف سي ليلة القتال 32) هو حدث لفنون القتال المختلطة نظمته يو إف سي، وأُقيم في 9 نوفمبر 2013، على غويانيا أرينا في غويانيا، البرازيل. تم بث الحدث مباشرة على قناة فوكس سبورتس 1.